# ケープ・グロスター (護衛空母)
|           |                                                                               |
| 艦歴      |                                                                               |
| 発注:     |                                                                               |
| 起工:     | 1944年1月10日                                                                 |
| 進水:     | 1944年9月12日                                                                 |
| 就役:     | 1945年3月5日                                                                  |
| 退役:     | 1946年11月5日                                                                 |
| その後:   | 1955年6月12日に護衛ヘリ空母に艦種変更、1959年5月7日に貨物航空機運搬艦に再変更 |
| 除籍:     | 1971年4月1日                                                                  |
| 性能諸元  |                                                                               |
| 排水量:   | 11,373トン(基準)                                                              |
| 全長:     | 169.9m                                                                        |
| 全幅:     | 32.05m                                                                        |
| 吃水:     | 8.5m                                                                          |
| 機関:     | 4基筒蒸気タービン×2基 スクリュープロペラ×2軸                                  |
| 最大速:   | 19ノット                                                                      |
| 航続距離: |                                                                               |
| 乗員:     | 士官、兵員1,066名                                                             |
| 兵装:     | 38口径5インチ単装砲 2基 40mm4連装機銃 3基 40mm連装機銃 12基 20mm機銃 20基     |
| 搭載機:   | 戦闘機×18機 艦上攻撃機×12機                                                   |

ケープ・グロスター (USS Cape Gloucester, CVE-109) は、アメリカ海軍の護衛空母。コメンスメント・ベイ級航空母艦の5番艦。艦名はグロスター岬の戦いが行われたニューブリテン島のグロスター岬に因んで命名された。

## 艦歴
艦名は当初ウィラパ・ベイ (Willapa Bay) であったが、1944年4月26日にケープ・グロスターに改名される。ワシントン州タコマのトッド・パシフィック造船所で建造され、1944年9月12日にR・M・グリフィン夫人によって進水し、1945年3月5日にJ・W・ハリス艦長の指揮下就役、太平洋艦隊に配属される。
真珠湾での運用訓練後、ケープ・グロスターは1945年1月29日にレイテ島に到着し第3艦隊に合流する。7月5日から17日までケープ・グロスターの艦載機部隊は沖縄東部で戦闘偵察任務に従事し、掃海艇に対する日本軍の特攻機を撃退した。また、中国沿岸で対地攻撃および港湾、飛行場に対する写真偵察任務を8月7日まで行った。この間に艦載機部隊はいくつかの日本軍機を撃墜し、700トンクラス貨物船に損害を与えた。
日本の沿岸での掃海作業に対する護衛任務を終了すると、九州の捕虜収容所に収容されていた連合国軍兵士の輸送任務に従事し、ケープ・グロスターは沖縄および真珠湾からアメリカ本国へ4度の航海を行った。1946年5月22日にワシントン州タコマへ帰還し、1946年11月5日に予備役となり保管される。1955年6月12日に CVHE-109（護衛ヘリ空母）に艦種変更され、1959年5月7日にさらに AKV-9（貨物航空機運搬艦）に再変更された。
ケープ・グロスターは第二次世界大戦の戦功で1個の従軍星章を受章した。